# Digital hardcore
Il digital hardcore è un genere musicale nato dall'incontro tra l'hardcore punk e varie forme di musica elettronica sviluppatosi in Germania nei primi anni novanta.

## Caratteristiche
Il digital hardcore è solitamente rapido e aggressivo, combinando la rapidità e la potenza di hardcore punk e riot grrrl con vari sottogeneri dell'elettronica, in particolare hardcore techno, drum and bass, industrial rock e darkcore.
Permane l'utilizzo delle chitarre elettriche, abbinate a campionatore, sintetizzatore e drum machine, mentre spesso sono assenti basso e batteria. La voce è frequentemente in scream, e spesso gli artisti di questo genere sono simpatizzanti del comunismo e dell'anarchismo.

## Storia

### Anni novanta

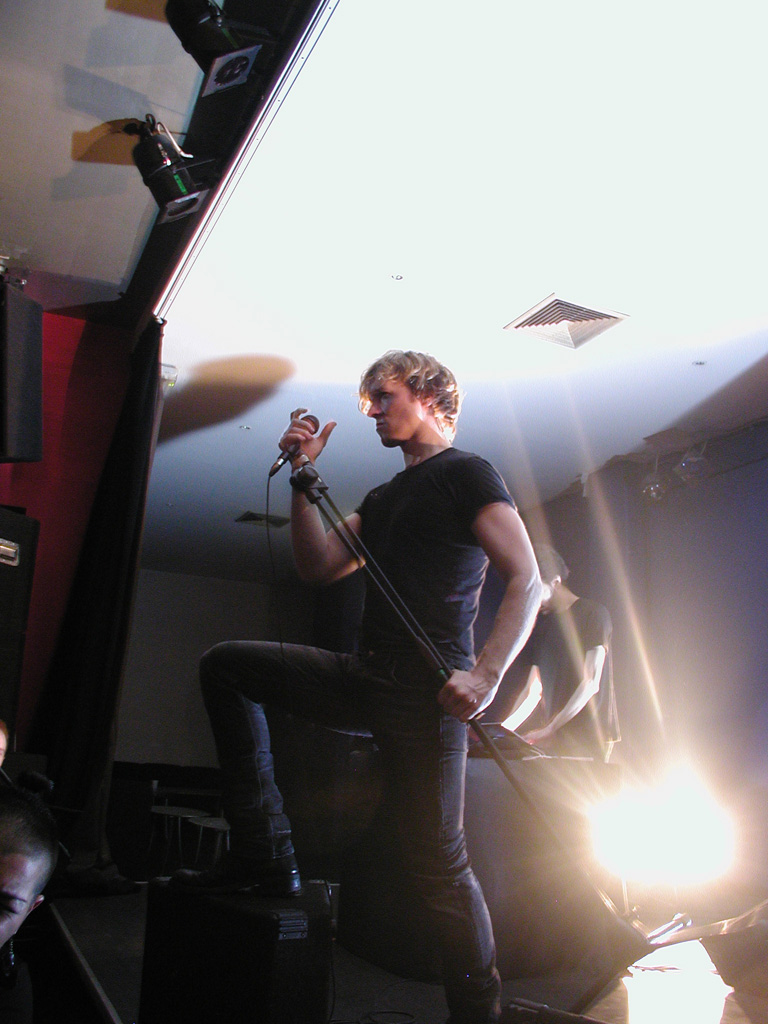
Alec Empire in concerto a Prato nel 2007.

Il digital hardcore fu definito dagli Atari Teenage Riot formatisi a Berlino nel 1992. Il frontman del complesso, Alec Empire, coniò il termine e nel 1994 fondò l'etichetta indipendente Digital Hardcore Recordings. In questo modo vari altri gruppi con uno stile simile a quello degli ATR firmarono con la DH Recordings, e il genere divenne popolare nell'underground grazie anche ad alcuni piccoli festival specializzati che si andavano organizzando. Verso la metà degli anni 90, il genere uscì dai confini della Germania, ed iniziò a diffondersi in altri paesi d'Europa e nel mondo, e nacquero etichette discografiche specializzate in questo genere, tra cui Gangster Toons Industries, Praxis Records, Cross Fade Enter Tainment, Drop Bass Network e Bloody Fist. I lavori successivi di Alec Empire, prodotti attraverso queste etichette, contribuirono alla nascita del breakcore 
Altri importanti artisti digital hardcore di questo periodo furono Christoph De Babalon, Cobra Killer, EC8OR, Hanin Elias, Lolita Storm, Nic Endo, The Panacea e The Mad Capsule Markets.

### Anni duemila
In seguito il digital hardcore si espanse, evolvendo dalla scena locale di Berlino ad un movimento underground internazionale. Ad esempio, la colonna sonora del film Threat fu composta in larga parte da artisti digital hardcore, assieme ad alcuni gruppi metalcore. In anni recenti si sono sviluppati anche generi di fusione: James Plotkin, Dave Witte e Phantomsmasher hanno combinato il digital hardcore con il grindcore. Altri gruppi digital hardcore del nuovo millennio sono Ambassador 21, Left Spine Down, Motormark, Phallus Über Alles, Rabbit Junk, Schizoid, The Shizit, Moshpit, Tuareg Geeks e Ultramerda.